# 西密蘭群島海洋國家公園
西密蘭群島海洋國家公園或稱斯米蘭群島海洋國家公園，位於泰国南部的攀牙府，範圍包括安达曼海上西密蘭群島11個島嶼。
1982年9月，泰國政府將西密蘭群島9個島嶼列為國家公園，為泰國第43個國家公園；2014年增加2個島嶼，國家公園範圍擴大為11個島嶼。西密蘭群島海洋國家公園於2003年12月列入東協遺產公園；2021年泰國提報「安達曼海自然保護區」為世界遺產預備名單，包含6處國家公園與保護區，西密蘭群島海洋國家公園為其中之一。

## 歷史沿革
西密蘭群島，語詞源自於亚维语，意思為9個島嶼。1982年9月，泰國政府將西密蘭群島9個島嶼列為國家公園，是泰國的第43個國家公園。；2014年，國家公園擴大範圍，將群島東北方兩座島嶼納入範圍，國家公園涵蓋範圍增加至11座島嶼。

## 地理
西密蘭群島海洋國家公園位於泰國南部的攀牙府，範圍包括安达曼海上西密蘭群島11個島嶼，距離泰國本土約70公里。公園占地140平方公里，其中26平方公里為陸地。
泰國國家公園、野生動物和植物保護局（DNP）將公園內11座島嶼編號，由南向北依序為1號島至11號島。11座島嶼分別為：1號島（胡永島，Koh Huyong）、2號島（巴央島，Koh Payang）、3號島（巴彥島，Koh Payan）、4號島（綿島，Koh Miang）、5號島（哈島，Koh Ha）、6號島（帕尤島，Koh Payu）、7號島（欣普薩島，Koh Hin Pousar）、8號島（西密蘭島，Koh Similan）、9號島（班古島，Koh Bangu）、10號島（邦島，Koh Bon）、11號島（塔柴島，Koh Tachai）。
各島的特色如下：胡永島（1號島）擁有最大和最寬的海灘，靠近普吉島；巴央島（2號島）與巴彥島（3號島）島上為懸崖峭壁，沒有海灘；綿島（4號島）有白色沙灘與森林，國家公園辦公室位於此島上；哈島（5號島）可以看到俗稱花園鰻（garden eels）的糯鰻科魚類；帕尤島（6號島）為潛水勝地，島嶼周圍到處都有石珊瑚與軟珊瑚；欣普薩島（7號島）以像頭形狀的岩石而聞名；西密蘭島（8號島）為西密蘭群島中最大的島嶼，面積約為5平方公里。島上有西密蘭群島最高點（標高244公尺），有茂密的森林。西密蘭島最知名的特徵為散布於島嶼西部和南部海岸的巨石，另一個景點為泰國海軍廢棄的燈塔；班古島（9號島）有可供潛水的景點；邦島（10號島）以可見到海中岩峰（rocky pinnacles）的潛水地點，以及鯨鯊、蝠鱝等海中生物而聞名；塔柴島（11號島）原名布阿島（Koh Bua），其以島上红树林中的蓮花命名，亦為優良的潛水地點。2004年印度洋大地震引發的海嘯摧毀了島上的紅樹林，而後泰國政府在該島進行生態復育，以海嘯後首批登上島嶼的漁民之名，改名為塔柴島。
西密蘭群島推測生成於中生代，由印度板块與掸泰地体擠壓產生由緬甸至泰國西海岸的一連串島嶼，從北到南包括丹老群岛、蘇林群島，以及西密蘭群島等，這些島嶼的地質均為花崗岩。

### 氣候
西密蘭群島為热带季风气候，一年當中有3個季節：熱季、雨季、涼季。熱季通常從二月中旬到五月中旬，此時盛行東南風，天氣酷熱少雨，通常最熱的月份是四月。雨季通常從五月中旬到十月底，此時盛行西南風，在南方有週期性的低壓帶，時常有大豪雨。涼季通常從十一月初到隔年二月中旬，此時盛行東北風。溫度會略為下降，但不會很冷。有時會下雨，但雨量沒有雨季那麼多。西密蘭群島年均溫為27 °C（81 °F），全年平均濕度約為83%，年平均降雨量為 3,560毫米，蒸發率為每年1,708毫米。

## 生態
西密蘭群島海域的特色海洋物種包括鬼蝠魟、鯨鯊、灰三齿鲨、烏翅真鯊、豹鯊、藍斑條尾魟、雪花鴨嘴燕魟、圆犁头鳐、剷頭犁頭鰩、玳瑁、丽龟、棱皮龜、綠蠵龜、爪哇裸胸鱔、細斑裸胸鱔、密點裸胸鯙、大鱗魣、隆頭鸚哥魚、黑身管鼻鯙、珍鲹、曲紋唇魚等。在1998年與2010年，印度洋偶極現象使得蘇林群島與西密蘭群島海域90%的珊瑚因溫度變化而死亡；2019年8月，公園管理單位宣布當地珊瑚已幾乎完全恢復。
西密蘭群島有接近120種鳥類，特色物種有短尾賊鷗、紅燕鷗、綠蓑鳩，其他常見鳥類包括家燕、褐翅鸦鹃、家八哥、岩鷺、白鹭、斑皇鳩、白腹海鵰、绿皇鸠等，西密蘭群島已被國際鳥盟指定為重点鸟区。

## 保育與旅遊
1982年9月1日泰國政府宣布西密蘭群島與周邊海域為國家公園，2003年12月西密蘭群島海洋國家公園與攀牙灣國家公園、蘇林群島海洋國家公園合列為東協遺產公園。2021年泰國提報「安達曼海自然保護區」為世界遺產預備名單，包含6處國家公園與保護區，西密蘭群島海洋國家公園為其中之一。
西密蘭群島海洋國家公園開放時間為每年11月1日至隔年5月15日，每年5月16日至10月31日關閉。胡永島（1號島）、巴央島（2號島）、巴彥島（3號島）為海龜產卵保留地區，遊客不允許前往這三個島嶼。西密蘭島（8號島）與綿島（4號島）上有提供住宿、餐飲服務，並設有遊客中心。
西密蘭群島是泰國熱門的潛水勝地，2018年遊客人數過多使得西密蘭群島生態受到威脅，當時每日造訪人數達7,000人，公園當局將遊客人數限制為每天3,850人，後來進一步降至每天3,325人。前往西密蘭群島通常由攀牙府的拷叻或是普吉島前往。

## 圖集

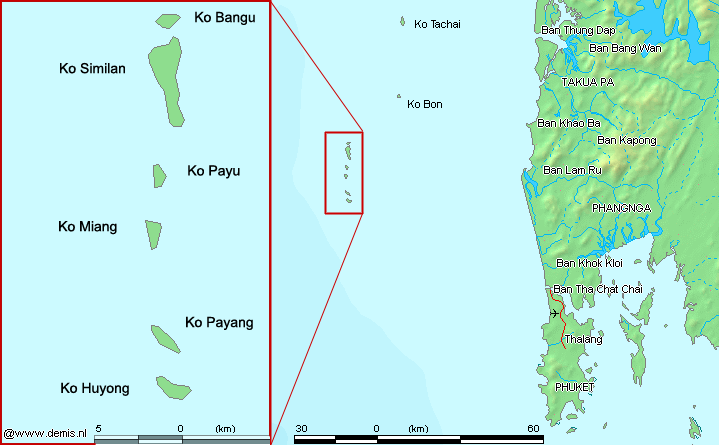
西密蘭群島地圖
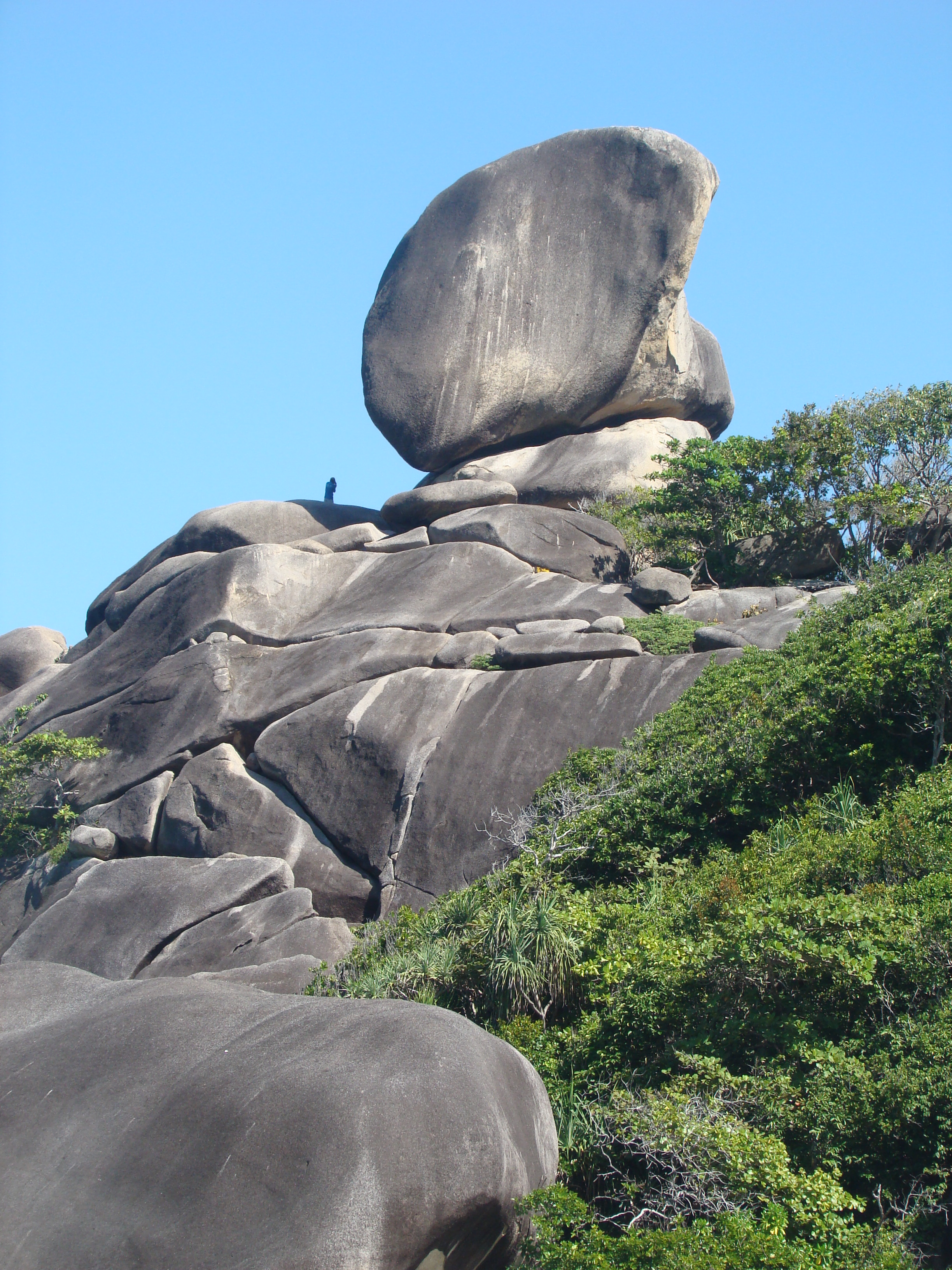
西密蘭島（8號島）上的巨岩
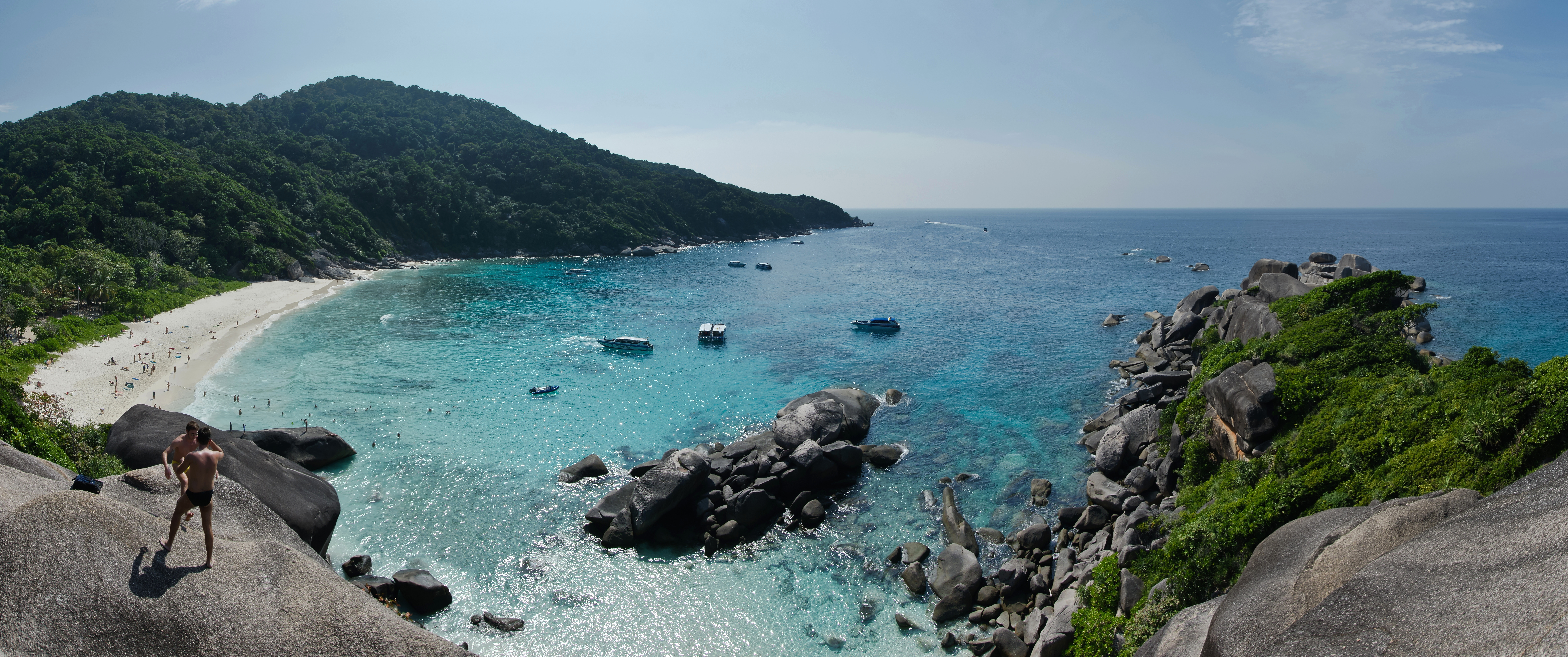
西密蘭島的海灣
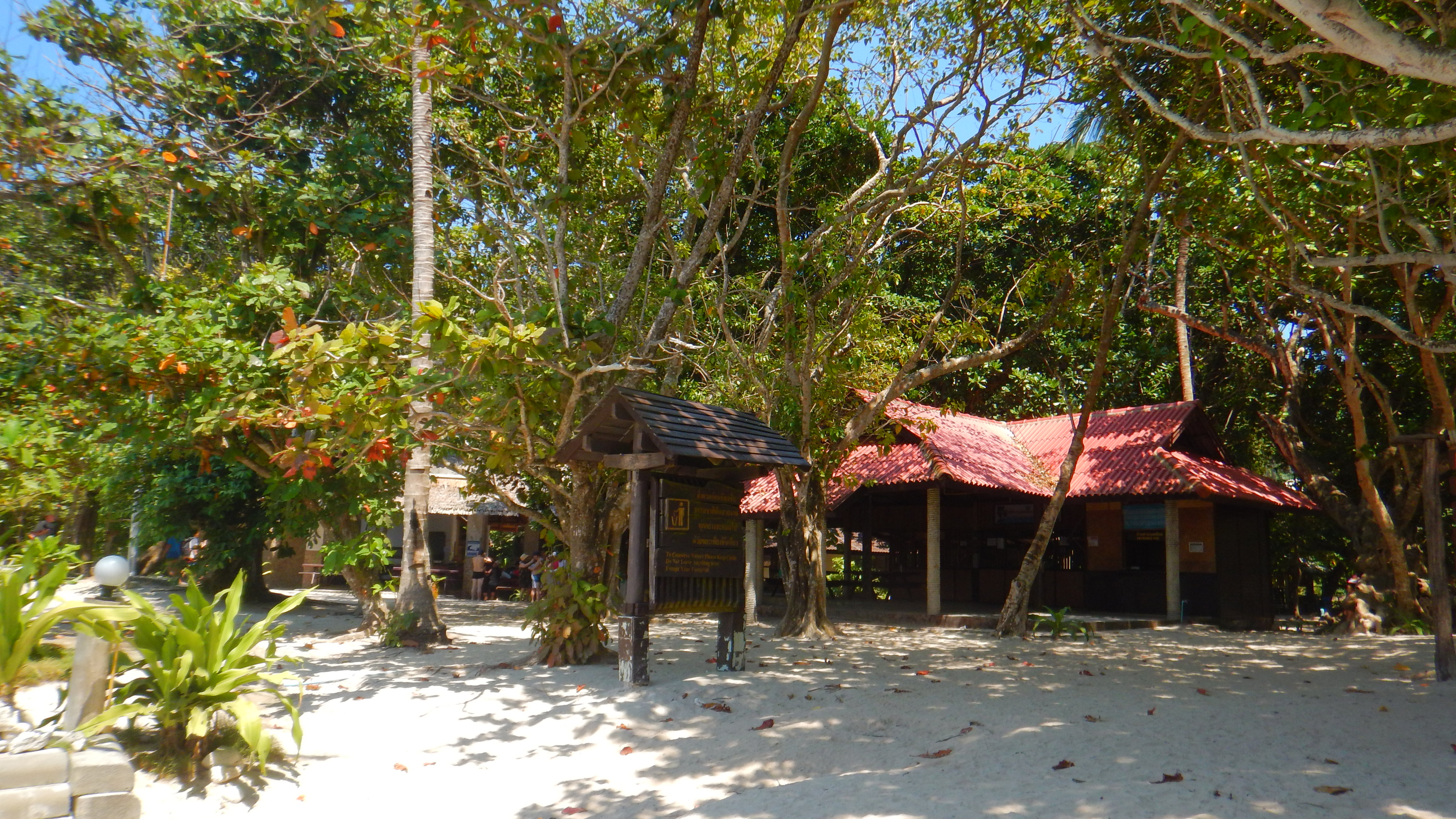
西密蘭島上的房舍
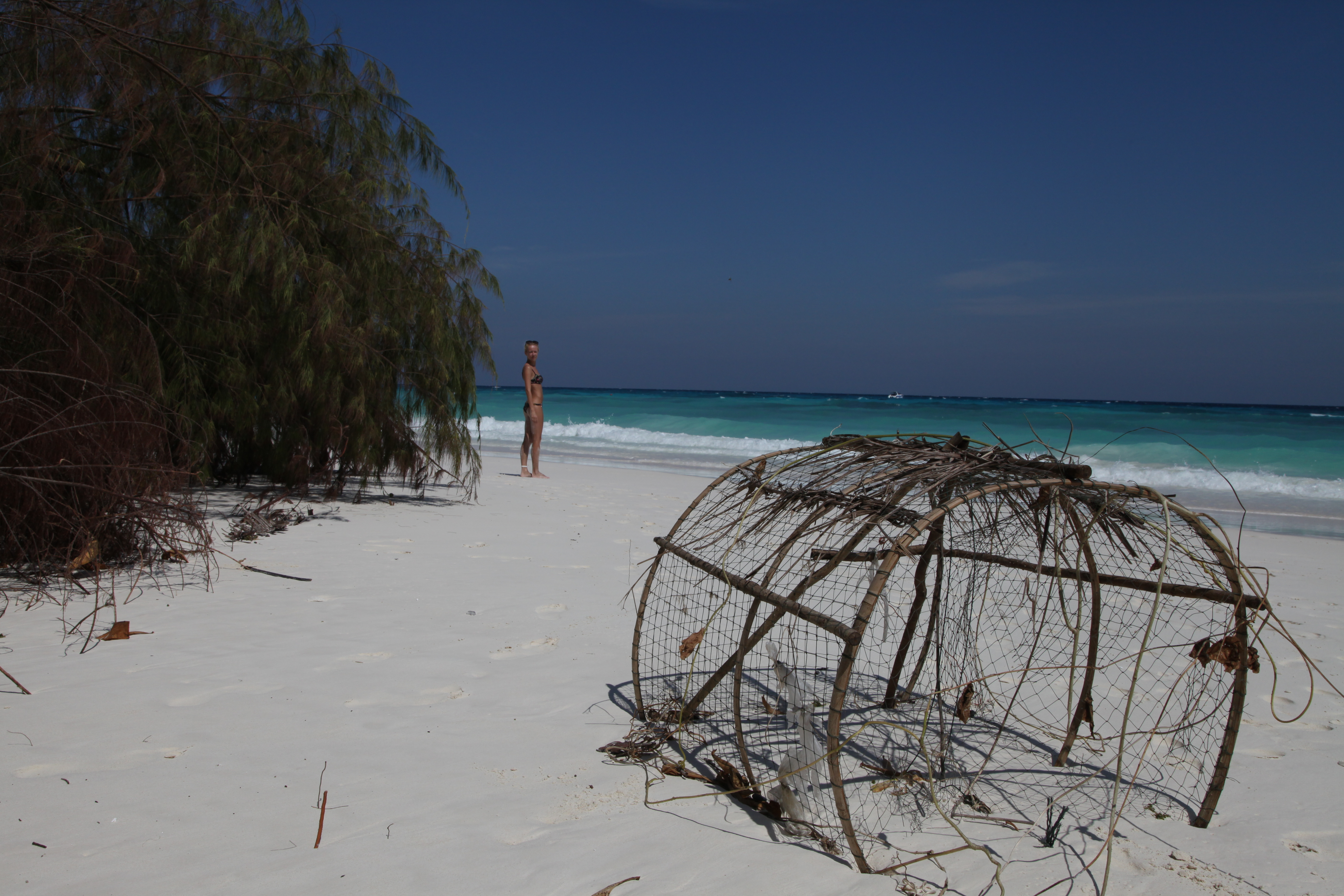
塔柴島（11號島）的海灘
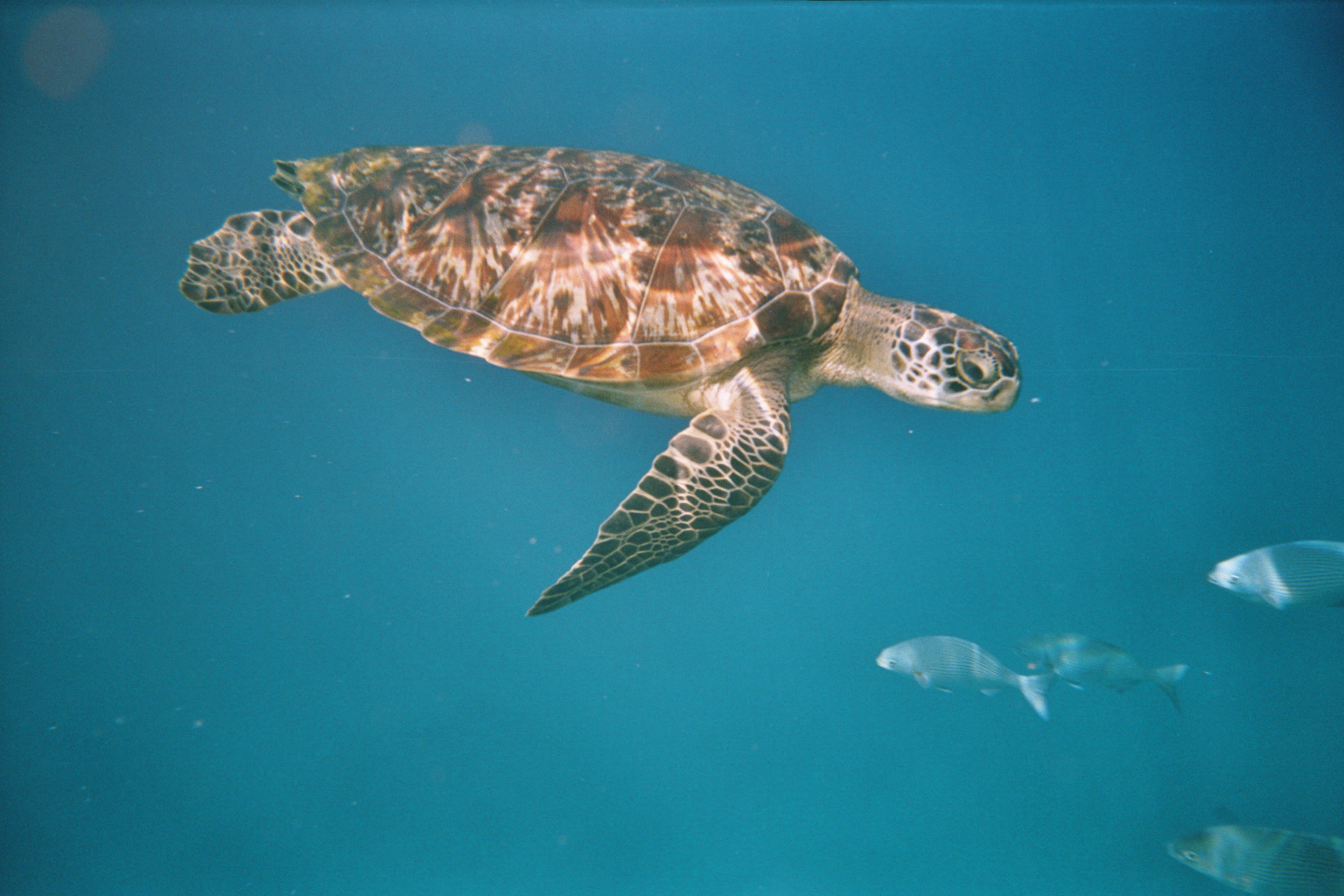
西密蘭群島海域的綠蠵龜

## 外部連結
- 泰國觀光局－西密蘭群島海洋國家公園 （页面存档备份，存于）（英文）
- Thai National Parks－西密蘭群島海洋國家公園 （页面存档备份，存于）（英文）
- similan-islands.com （页面存档备份，存于）（英文）